# Divizia Națională 2017
Soutěžní ročník Divizia Națională 2017  je 27. ročníkem od založení Divizia Națională. Soutěž má začít 8. července 2017 a poslední kolo proběhnout 26. listopadu 2017, je tudíž přechodná. Moldavská fotbalová federace se rozhodla zavést model jaro–podzim namísto stávajícího podzim–jaro.

## Složení ligy v ročníku 2017
Soutěže se mělo účastnit 12 celků. K deseti z minulého ročníku (nepočítaje sestoupivší CF Ungheni) se připojili nováčci FC Spicul Chișcăreni a FC Sfântul Gheorghe Suruceni, kteří si účast zajistili již v předcházejícím ročníku druhé moldavské ligy Divizia A. Kluby FC Academia Chișinău a FC Saxan se odhlásily těsně před startem sezóny a tak se počet týmu snížil na 10.
| Klub                         | Sezóna 2016/17   | Město          | Stadión            |
| ---------------------------- | ---------------- | -------------- | ------------------ |
| FC Sheriff Tiraspol          | Zlatá medaile    | Tiraspol       | Sheriff            |
| FC Dacia Chișinău            | Stříbrná medaile | Chișinău       | Moldova (Speia)    |
| FC Milsami Orhei             | Bronzová medaile | Orhei          | CSR Orhei          |
| FC Zaria Bălți               | 4.               | Bălți          | Městský (Bălți)    |
| FC Zimbru Chișinău           | 5.               | Chișinău       | Zimbru             |
| CS Petrocub Hîncești         | 6.               | Sărata-Galbenă | Městský (Hîncești) |
| CSF Speranța Nisporeni       | 7.               | Nisporeni      | Městský (Hîncești) |
| FC Dinamo-Auto Tiraspol      | 9.               | Tiraspol       | Dinamo-Auto        |
| FC Sfântul Gheorghe Suruceni | Divizia A        | Ungheni        | Městský (Suruceni) |
| FC Spicul Chișcăreni         | Divizia A        | Chișcăreni     | CSR Orhei          |

## Tabulka
| Poř. | Tým                     | Z  | V  | R | P  | VG | OG | B  |
| ---- | ----------------------- | -- | -- | - | -- | -- | -- | -- |
| 1.   | FC Sheriff Tiraspol     | 18 | 14 | 3 | 1  | 50 | 14 | 45 |
| 2.   | FC Milsami Orhei        | 18 | 13 | 1 | 4  | 26 | 12 | 40 |
| 3.   | CS Petrocub Hîncești    | 18 | 7  | 5 | 6  | 25 | 16 | 26 |
| 4.   | FC Dacia Chișinău       | 18 | 7  | 5 | 6  | 23 | 26 | 26 |
| 5.   | FC Zaria Bălți          | 18 | 7  | 3 | 8  | 28 | 20 | 24 |
| 6.   | CSF Speranța Nisporeni  | 18 | 5  | 6 | 7  | 18 | 21 | 21 |
| 7.   | Sfântul Gheorghe        | 18 | 5  | 5 | 8  | 15 | 27 | 20 |
| 8.   | FC Zimbru Chișinău      | 18 | 5  | 4 | 9  | 17 | 21 | 19 |
| 9.   | FC Dinamo-Auto Tiraspol | 18 | 4  | 3 | 11 | 14 | 38 | 15 |
| 10.  | Spicul Chișcăreni       | 18 | 3  | 5 | 10 | 14 | 35 | 14 |

Vysvětlivky
|  | Postup do předkola Ligy mistrů 2018/19           |
|  | Postup do 1. předkola Evropské Ligy UEFA 2018/19 |
|  | Sestup do nižší ligy Divizia A                   |

## Střelecká listina
Nejlepším střelcem tohoto ročníku Divizia Națională se stal švýcarský fotbalista v dresu FC Sheriff Tiraspol Vitalie Damascan, který nastřílel 13 branek.
| Pořadí | Národnost  | Hráč             | Tým               | Branky |
| ------ | ---------- | ---------------- | ----------------- | ------ |
| 1.     | Moldavsko  | Vitalie Damascan | Sheriff Tiraspol  | 13     |
| 2.     | Moldavsko  | Vladimir Ambros  | Petrocub Hîncești | 9      |
| 3.     | Černá Hora | Stefan Mugosa    | Sheriff Tiraspol  | 7      |

## Čistá konta
Nejvíce čistých kont, celkem 8, v tomto ročníku Divizia Națională zaznamenal Radu Mîțu z Milsami Orhei.
| Pořadí | Národnost  | Hráč              | Tým               | Čistá konta |
| ------ | ---------- | ----------------- | ----------------- | ----------- |
| 1.     | Moldavsko  | Radu Mîțu         | Milsami Orhei     | 8           |
| 2.     | Moldavsko  | Dumitru Celeadnic | Petrocub Hîncești | 7           |
| 3.     | Chorvatsko | Zvonimir Mikulić  | Sheriff Tiraspol  | 6           |
| 3.     | Moldavsko  | Serghei Pașcenco  | Zaria Bălți       | 6           |